# Kárpáti Tibor
Kárpáti Tibor (Budapest, 1949. március 31. – Őrbottyán, 2011. október 28.) magyar színész.

## Életpálya
1967–68-ban a Nemzeti Színház stúdiósa volt, majd két évadot töltött a Színművészeti Főiskolán. 1970-től a kaposvári Csiky Gergely Színház színésze, 1971-től Debrecenben, majd Békéscsabán volt egy-egy évadot. 1973 után Szegedre, majd ismét Békéscsabára szerződött. 1984-től a Budapesti Gyermekszínház, 1986-tól a Népszínház – 1991-től bezárásáig Budapesti Kamaraszínház – tagja volt. 1989-től a Szegedi Nemzeti Színházban szerepelt és játszott az Evangélium Színházban is.
Színpadi szerepei mellett filmekben és sorozatokban is gyakran szinkronizált.
2011-ben hunyt el.

## Fontosabb színházi szerepei
- William Shakespeare: Lear király... Kent grófja
- William Shakespeare: Makrancos Kata... Lucentio
- Friedrich Schiller: Ármány és szerelem... Ferdinánd
- Carlo Goldoni: Bugrisok... Simon, kereskedő
- Euripidész: Oresztész... Oresztész
- Eugène Scribe: Sakk-matt... Masham
- Carlo Gozzi: Szarvaskirály... Deramo, Serendippo királya
- Makszim Gorkij: Éjjeli menedékhely... Klescs
- Valentyin Petrovics Katajev: A kör négyszögesítése... Vászja
- William Saroyan: Halló, ki az?... Fiú
- John Steinbeck: Egerek és emberek... Slim
- Friedrich Dürrenmatt: Fizikusok... Richard Voss, detektívfelügyelő
- Bertolt Brecht: Koldusopera... Horgasujjú Jakab
- George Bernard Shaw: A szerelem ára... Harry Trench
- Jean Anouilh: Becket vagy Isten becsülete... Lajos francia király
- Peter Shaffer: Játék a sötétben... Brindsley Miller
- Jean Giraudoux: Trójában nem lesz háború... Mérnök
- Ken Kesey – Dale Wasserman: Kakukkfészek... Dale Harding
- Vlagyimir Konsztantyinov: Segítség, válunk!... Szerjózsa
- Madách Imre: Az ember tragédiája... Lucifer; Harmadik udvaronc; Marquis; Plátó
- Jókai Mór: Az aranyember... Tímár Mihály
- Csiky Gergely: A nagymama... Kálmán
- Szép Ernő: Május... Öngyilkos
- Heltai Jenő: Egy fillér... Iván, az orvos
- Móricz Zsigmond: Rokonok... Imrike
- Barta Lajos: Szerelem... Komoróczy
- Molnár Ferenc: Liliom... Linzmann
- Nóti Károly: Nyitott ablak... A hadnagy
- Darvas József: Részeg eső... Fodor Jancsi
- Hubay Miklós: Egy faun éjszakája, avagy hová lett a rózsa lelke?... Csincsilla (Gyagilev)
- Illyés Gyula: Bolhabál... Segédtiszt
- Németh László: Bodnárné... Bodnár Péter
- Németh László: Nagy család... Bodor Ernő
- Németh László: Galilei... Vilhelmo, Galilei másik őre
- Sütő András: Csillag a máglyán... Ory, főinkvizítor
- Tamási Áron: Énekes madár... Bakk Lukács
- Mészöly Miklós: Bunker... Hadnagy
- Gyárfás Miklós: 'Kelj fel és énekelj!' (Egérút)... Gyula
- Örsi Ferenc: Princ, a civil... Princ, ifj. Rémai László
- Gyurkó László: Szerelmem, Elektra... Oresztész
- Ambrózy Ágoston – Nemes Zoltán – Jókai Mór: Telihold... Dallos Ádám
- Végh Antal: Szép volt, fiúk!... Szabó II. László
- Abay Pál: Piros jaguár... Gida
- Görgey Gábor – Gádor Béla: Részeg éjszaka... Kerekes
- Szakonyi Károly: Adáshiba... Imrus
- Csurka István: Döglött aknák... Béla
- Tabi László: Családi dráma... Ormos Csaba, eventualista
- Szabó Magda: Szent Bertalan nappala... Szilágyi professzor
- Jevgenyij Lvovics Svarc: Hókirálynő... Mesemondó
- Padisák Mihály: A sztár is meztelen... Lovag, de még mennyire az!
- Csongrádi Mária: A hercegnő és a varázsló... Musztafa, fővezér
- Kapecz Zsuzsa – Pataki Éva: Tündér a padláson... Kálmán doktor
- Zelk Zoltán: Az ezernevű lány... Gergő
- Romhányi József: Hamupipőke... Gáspár királyfi
- Tarbay Ede: Hagymácska... Bonbon ügyvéd
- Cser Gábor: A hétpettyes lovag... Galagonya udvarmester
- Köves József: Nyakigláb, Csupaháj, Málészáj... Málészáj; Bíró

## Önálló est
- Ady-est

## Filmek, tv
- Robog az úthenger (sorozat)

- Az utolsó lakó című rész (1977)
- A Hétpettyes Lovag (színházi előadás tv-felvétele, 1981)
- Hagymácska  (színházi előadás tv-felvétele,  1982)
- Kémeri (sorozat)

- Statárium című rész (1985)
- Stella című rész (1985)
- Angyalbőrben (sorozat)

- Frontszinház című rész (1991)
- 40 Millió (1994)
- Szomszédok (sorozat)

- 61. rész (1989)... Sofőr Feri balesetében
- 83. rész (1990)... Bürokrata doktor
- 110. rész (1991)... Sebész
- 163. rész (1993)... Lakberendező
- 224. rész (1995)... Erdész tudós
- 268. rész (1997)... Szomszéd
- 272. rész (1997)... Szomszéd
- Kisváros

- Kikötőben című rész (1995)
- Erős sodrás című rész (1998)

### Szinkronszerepei
- A kincses bolygo (2002): Mr. Arrow Roscoe Lee Browne

## = Szinkronszerepei
- A kincses bolygo (2002): Mr. Arrow Roscoe Lee Browne